# Брине (Горњопровансалски Алпи)
Брине (фр. Brunet) насеље је и општина у Француској у региону Прованса-Алпи-Азурна обала, у департману Горњопровансалски Алпи која припада префектури Дињ ле Бен.
По подацима из 2011. године у општини је живело 258 становника, а густина насељености је износила 9,06 становника/km². Општина се простире на површини од 28,47 km². Налази се на средњој надморској висини од 425 метара (максималној 690 m, а минималној 369 m).

## Демографија
| 1962. | 1968. | 1975. | 1982. | 1990. | 1999. | 2011. |
| ----- | ----- | ----- | ----- | ----- | ----- | ----- |
| 182   | 186   | 217   | 258   | 162   | 218   | 258   |

График промене броја становника у току последњих година